# Sejm zwyczajny 1590
Sejm 1590 – sejm zwyczajny Rzeczypospolitej Obojga Narodów został zwołany 23 grudnia 1589 roku do Warszawy. 
Sejmiki przedsejmowe w województwach odbyły się w lutym 1590 roku. 
Marszałek Izby Poselskiej Paweł Orzechowski (zm. 1612), podkomorzy chełmski, poseł ziemi chełmskiej.
Obrady sejmu trwały od 8 marca do 21 kwietnia 1590 roku. 